# Photostomias
Photostomias – rodzaj morskich głębinowych ryb z rodziny wężorowatych (Stomiidae).

## Klasyfikacja
Gatunki zaliczane do tego rodzaju:

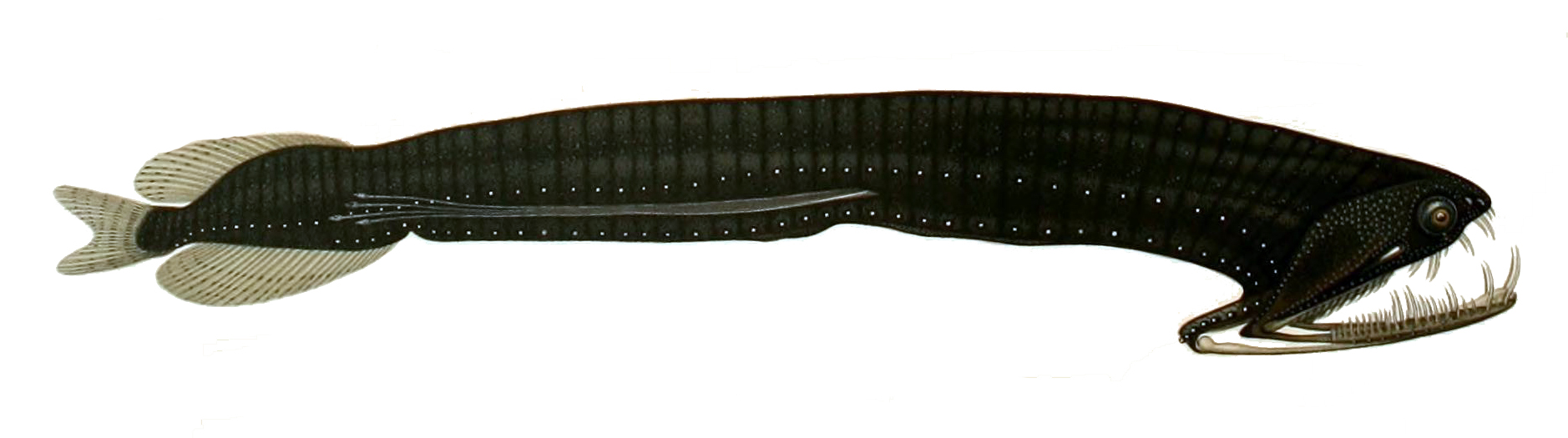
Photostomias atrox
- Photostomias goodyeari
- Photostomias guernei
- Photostomias liemi
- Photostomias lucingens
- Photostomias tantillux

- Photostomias guernei